# 达维德·贝勒
大衛·貝爾（法語：David Belle，1973年4月29日—），出生在法國北部港口城市霏崗。小時候，常喜歡在學校的屋頂上跑跑跳跳。他的父親是一位軍人，他受到父親的啟發，進而開創出跑酷（parkour）這種運動。主演過電影B13 暴力特區和B13-U 暴力特區2-極限殺陣，現在進軍演藝圈。

## 跑酷
大衛認為能使人利用自身的本能，透過運動來增強身心對緊急情況的應變能力，這點和武術近似。不同之處是武術旨在格鬥反擊，而跑酷旨在緊急脫逃。跑酷不只是對身體有利，對思想也很重要，在練習時要非常專注，而能會讓人漸漸明白怎麼克服自己的恐懼和加強克服困難的能力，瞭解人是能不斷提升自己和突破障礙。
大衛被很多人視為是跑酷的原創者，他擁有體操、田徑及武術的底子，他很快便找到一幫朋友願意幫助他去發展這種新活動。
這幫發展跑酷的運動員逐漸被注意，由當地的新聞報導到搬上大螢幕的電影「企業戰士」（Yamakasi），但大衛·貝爾並未參加電影製作，他說這部電影是「出賣藝術」。原有的隊伍分裂後，原成員賽巴斯汀·富康（Sebastian Foucan）與多個媒體組織領頭製作了許多紀錄片，這些作品把跑酷重新帶到觀眾眼前，在網路上的影片傳播和互動也加快了跑酷在全世界的宣傳。

## 電影
1. 巴比倫紀元/生死新紀元/巴比倫新紀元/巴比倫密碼/Babylon A.D.（2007年）
2. Un monde meilleur/Un monde meilleur（2006年）
3. 暴力特區13/第十三區/暴力特區/暴力街區/Banlieue 13（2004年）
4. 妙想天開/Yadon ilaheyya（德國）（2002年）
5. Engrenage, L'/Engrenage, L'（法國）（2001年）
6. 暴力特區2/暴力13特區-極限殺陣/暴力街區13/Banlieue 13-Ultimatum
7. 追杀令  （2013）
8. 玩命特區 （2014）
9. 超级快递 (2016)

## 外部連結
- 大衛·貝爾官方網站
- 达维德·贝勒在互联网电影资料库（IMDb）上的資料（英文）
- 官方网站